# Мкртычев, Тигран Константинович
Тигран Константинович Мкртычев (род. 6 апреля 1959, Калинин, СССР) — советский и российский археолог, историк искусства, специалист по археологии и истории искусства Средней Азии. Доктор искусствоведения. Один из авторов Большой Российской энциклопедии.

## Биография
Окончил кафедру археологии Ташкентского государственного университета (1981) и аспирантуру Института искусствознания, Ташкент (1984). Кандидат искусствоведения (1985, диссертация «Космология древних и её отражение в искусстве Средней Азии V-X веков»), доктор искусствоведения (2003, диссертация «Буддийское искусство Средней Азии I—X вв.»).
С 1985 года — сотрудник Государственного музея Востока, Москва (старший научный сотрудник, заведующий сектором археологии Средней Азии, заместитель Генерального директора по научной работе, директор Музея Рерихов — филиала ГМВ).
В июле 2019 года стал победителем международного конкурса на замещение должности директора Государственного музея искусств имени И. В. Савицкого (Нукус, Республика Узбекистан). В прошлом многолетний директор Музея Мариника Бабаназарова заявила о том, что довольна новым назначением. Мкртычев исполнял обязанности директора Музея с января 2021 по декабрь 2024 года..

## Деятельность
Уже со второго курса учебы в университете Т. К. Мкртычев стал лаборантом у известного советского искусствоведа Лазаря Израилевича Ремпеля (1907—1992). Это определило широкий круг интересов Т. К. Мкртычева в области древнего и ранне-средневекового искусства Средней Азии (терракотовая пластика, настенная живопись и др). С 1986 года занимается изучением буддийского искусства Средней Азии. Автор обобщающей монографии по буддийскому искусству этого региона «Буддийское искусство Средней Азии I—X вв.». М., Академкнига, 2002.
С 2009 года Т. К. Мкртычев начинает заниматься изобразительным искусством Средней Азии XX века (творчество художников П. П. Бенькова, А. Н. Волкова, А. А. Волкова и других). Один из авторов (соавтор Е. С. Ермакова) термина «Туркестанский авангард», вошедший в «Энциклопедию Русского авангарда», редактор А. Д. Сарабьянов.
Участник и руководитель ряда археологических экспедиций на памятниках Средней Азии (Дурмонтепе, Варахша, Каратепе в Старом Термезе), а также Синьцзян-Уйгурском АР КНР (Сенгим-агыз в Турфане); научный руководитель проекта «Пор-Бажын» (2006—2007, Тыва).
Куратор (участник авторских коллективов) более 20 выставок и экспозиций (ГМВ, Музей Рерихов, ГМИИ им. А. С. Пушкина, Рейс-Энгельхорт Музей (Манхейм, Германия), Метрополитен Музей (США), Музей изобразительных искусств Туркменистана (Ашгабад) и др.
Автор более ста научных трудов — монографий, каталогов, альбомов, статей.
С 2018 года — член экспертного совета Buyk Kelajak (Республика Узбекистан).
С 2016 года является членом Всемирного общества по изучению сохранению и популяризации культурного наследия Узбекистана. Стоял у истоков этой организации. Он стал одним из первых иностранных специалистов, к которому с предложением о сотрудничестве обратился руководитель проекта Фирдавс Абдухаликов. В последствии Мкртычев присутствовал на всех конгрессах Всемирного общества и поучаствовал в создании ряда книг из серии «Культурное наследие Узбекистана в собраниях мира» в качестве эксперта и автора статей.

## Награды
- 2002 — Заслуженный работник культуры Российской Федерации

## Факты
В августе 2022 года Мкртычев заявил об инициативе создать филиал Музея искусств имени Савицкого на археологическом городище Миздахкан.

## Основные публикации
- Буддийское искусство Средней Азии I—X вв.. М., Академкнига, 2002.
- Искусство Ирана и Центральной Азии // «Аджанта». Лекции по искусству регионов мира. М., 2007, с. 56-68.
- Туркестанский авангард. Каталог выставки. М., 2009 (Соавт.: Е. С. Ермакова, М. Л. Хомутова).
- Художник, который видел форму цвета // Павел Беньков. Альбом. М.,2009, с.7-35.
- Стиляга из Ташкента // Александр Волков. Альбом. М., 2012, с. 57-64.
- Сон наяву. //Каландар. Альбом-каталог выставки современных художников Узбекистана, М., 2012, с. 3-20 (Соавт.: Е. С. Ермакова).
- Николай и Константин Рерихи. Объединяя народы. Альбом. М., 2013.
- Религии и культы домусульманской Средней Азии (IV в. до н. э. — IV в. н. э.). Путеводитель по экспозиции ГМВ. М., 2013, — 88 с. (Соавт.: С. Б. Болелов).
- Туркестанский авангард. Энциклопедия русского авангарда. М., 2014, т.3, книга 2, с.254-256 (Соавт.: Е. С. Ермакова).
- Николай Рерих. Восхождение. Альбом-каталог. М., 2017 (соавтор Д. Н. Попов).
- Ранние страницы иконографии образа Будды // Культура Востока. Вып. 3. «Визитные карточки» восточных культур. М., ГИИ, 2018.
- Уехать, чтобы остаться. Выбор Павла Бенькова // Место под солнцем. Беньков-Фешин. Каталог выставки. М., 2019.
- Литвинский, Борис Анатольевич / Мкртычев Т. К. // Лас-Тунас — Ломонос [Электронный ресурс]. — 2010. — С. 630. — (Большая российская энциклопедия : [в 35 т.] / гл. ред. Ю. С. Осипов ; 2004—2017, т. 17). — ISBN 978-5-85270-350-7.
- Культурное наследие Узбекистана. Собрание Государственного музея Востока (Соавт.: Абдухаликов Ф., Ермакова Е., Филатова М., Мясина В. Бабаджанов М., Ильясов Д.) - 2016
- Литвинский, Борис Анатольевич : [арх. 21 октября 2022] / Мкртычев Т. К. // Большая российская энциклопедия [Электронный ресурс]. — 2018.